# Depressa
Depressa is een plaats (frazione) in de Italiaanse gemeente Tricase.